# Paul Follot
Paul Follot (* 17. Juli 1877 in Paris; † 10. März 1942 in Nizza) war ein französischer Designer des Art déco und der Neugotik.

## Leben

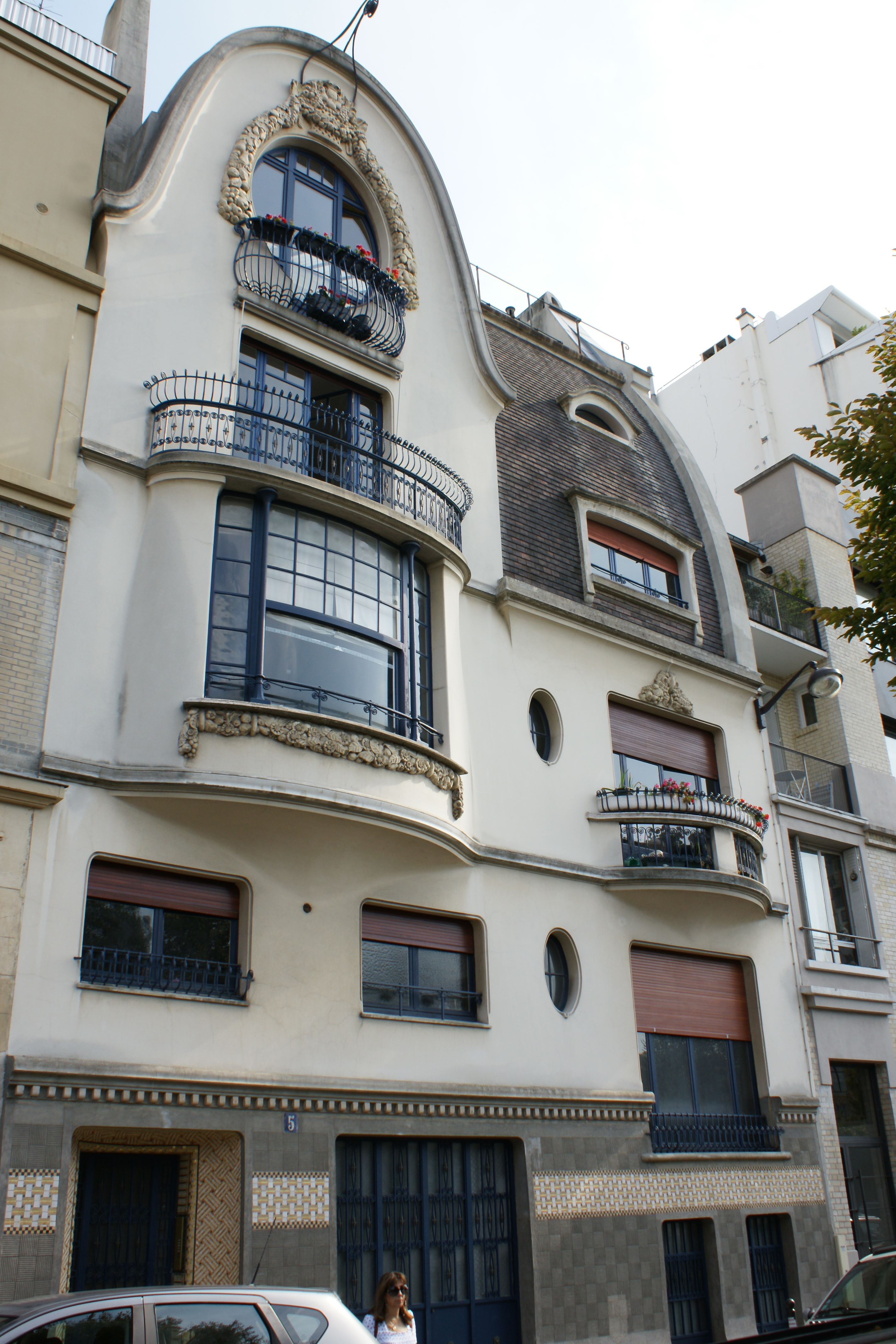
Paul Follots Pariser Stadthaus,
5 rue Victor Schoelcher im
14. Arrondissement

Paul Follot war ein Sohn eines Tapetenfabrikanten und wurde ein Schüler von Eugène Grasset. Er arbeitete in den Jahren 1899 bis 1903 für La Maison Moderne, die Kunsthandlung Julius Meier-Graefes, und wurde dann freischaffender Künstler. Im Jahr 1903 gehörte er zu den Gründern der Künstlergruppe „L’Art dans Tout“, die den Auswirkungen der Industrialisierung und vor allem auch dem deutschen Industriedesign Widerstand zu bieten versuchte und für die französische Tradition des Kunsthandwerks eintrat.
1904 präsentierte er beim ersten Salon der Société des Artistes-Décorateurs ein Interieur, das stark vom Jugendstil beeinflusst war. Bei einem späteren Salon derselben Gesellschaft, 1909, war dagegen eine Hinwendung zum Neoklassizismus zu erkennen, die schließlich charakteristisch für Follots Werke wurde.
Ab 1911 lieferte er Keramikentwürfe für Wedgwood; ferner entwarf er Textilien für Cornille et Cie, Teppiche für die Savonnerie-Manufaktur und Silberobjekte für Christofle und F. W. Quist. Im Jahr 1923 wurde er künstlerischer Leiter des Ateliers Pomone, in dem Designs für  Au Bon Marché entworfen wurden, und 1925 gestaltete er den Pomone-Pavillon für die Exposition internationale des Arts Décoratifs et industriels modernes in Paris. 1928 wurde er Mitglied der Direktion der Pariser Niederlassung von Waring & Gillow. 1929 stellte er im Salon des Artistes Décorateurs einen Esszimmerentwurf aus, 1935 schuf er eine Luxussuite für das Schiff Normandie.
Ein Service von Follot befindet sich im Dallas Museum of Art, das Musée d’Orsay besitzt einen Türgriff und einen Sessel nach Entwürfen Follots. Das Stadtmuseum Esslingen besitzt Teile einer Toilettengarnitur und zwei Kerzenleuchter, welche Follot für die Metallwarenfabrik F.W. Quist in Esslingen entwarf, welche zum Teil signiert sind.